# Bedgebury Cross
Bidborough est un village du Kent, en Angleterre.